# Col de Parménie
Le col de Parménie est un col routier à 578 m d'altitude dans le département de l'Isère, en France.

## Géographie
Le col se trouve en limite nord de la commune de Tullins et en limite sud de la commune de Beaucroissant, sur le plateau de Chambaran.

## Cyclisme

### Tour de France
Classé au Grand Prix de la montagne du Tour de France en 2e catégorie ou 3e catégorie, le col est gravi par le Tour de France 1981 pour la première fois lors de la 21e étape.
| Année | Étape | Catégorie                                              | Premier au sommet                                      |
| ----- | ----- | ------------------------------------------------------ | ------------------------------------------------------ |
| 2022  | 13e   | 2                                                      | Mads Pedersen                                          |
| 2008  | 18e   | 3                                                      | Carlos Barredo                                         |
| 1999  | 11e   | 2                                                      | Rik Verbrugghe                                         |
| 1997  | 13e   | Ascension non répertoriée au Grand Prix de la Montagne | Ascension non répertoriée au Grand Prix de la Montagne |
| 1986  | 19e   | 2                                                      | Julián Gorospe                                         |
| 1981  | 21e   | 3                                                      | Bernard Thévenet                                       |